# بوفالورا دآدا
بوفالورا دآدا (به ایتالیایی: Boffalora d'Adda) یک کومونه در ایتالیا است که در استان لودی واقع شده‌است.

## خصوصیات
بوفالورا دآدا ۸٫۱ کیلومترمربع مساحت و ۱٬۳۰۴ نفر جمعیت دارد و ۷۸ متر بالاتر از سطح دریا واقع شده‌است.